# Aux Soldats noirs morts pour la France
Aux soldats noirs morts pour la France est un monument aux morts du sculpteur français Auguste Biaggi (1878-1965) érigé au jardin d'agronomie tropicale à Paris (France).

## Histoire et symbolique
Le monument est composé d’un grand bas-relief comportant la signature d'Auguste Biaggi représentant dans un paysage de ruines, une veuve pensive devant la tombe de son époux. La tombe est symbolisée par un casque de poilu reposant sur un pieu planté dans un monticule. La veuve noire est représentée les pieds nus, habillée par un large drapé. Le bas-relief repose sur un socle cubique en béton sur lequel l’épitaphe a été gravée. La réalisation de l'œuvre est mal documentée. Son inauguration ne semble pas mentionnée dans la presse, alors que le monument voisin en hommage aux soldats malgaches eut une cérémonie publique en 1925. Il semblerait que dans un premier temps on se soit limité à planter un chêne à la mémoire des soldats noirs morts pour la France à l’entrée des Champs-Élysées en 1925 et que ce monument soit plus tardif.
Une statuette en plâtre, Soudanaise, non localisée, est une étude pour ce monument.
Érigé sur le site l'Exposition coloniale de 1907, cette sculpture compte parmi les monuments réalisés en France en hommage aux soldats africains engagés pendant la Première Guerre mondiale comme le Monument aux héros de l'Armée noire à Reims, le Mémorial à l'Armée d'Afrique à Saint-Raphaël, le Mémorial de l'Armée noire à Fréjus, le Mémorial du Tirailleur à Menton ou le monument de Merfy.